# I kamp for kvinden
I kamp for kvinden (originaltitel The Prizefighter and the Lady er en amerikansk romantisk dramafilm fra 1933 instrueret af W. S. Van Dyke. Filmen har Myrna Loy i hovedrollen sammen med de professionelle boksere Max Baer, Primo Carnera og Jack Dempsey.
Manuskriptet blev skrevet af John Lee Mahin og John Meehan efter en historie af Frances Marion.
Frances Marion modtog en nominering til en Oscar for bedste historie.